# L'Isle-aux-Coudres
L'Isle-aux-Coudres es un municipio insular en la provincia de Quebec, Canadá, parte del área de Charlevoix de la región de Capitale-Nationale. Se encuentra localizada en Coudres y contigua a la isla Coudres (Île-aux-Coudres), ubicada en el golfo de San Lorenzo, a unos 6 kilómetros al sur del continente.
La isla fue llamada así por Jacques Cartier en su segunda expedición en 1535 por los muchos árboles en la isla. "Coudriers" es la palabra arcaica francesa para avellano. Considerando que la ortografía francesa moderna de "isla" es île, el municipio utiliza la antigua ortografía francesa de Isle.
La isla tiene unos 11 kilómetros de largo y una media de 3 kilómetros de ancho. Se cree que se formó a partir de material levantado por el impacto de un meteoro que se produjo en la región de Charlevoix. Arroyos locales incluyen el río Rouge y el arroyo Mare Creek.